# Hwang Pyong-so

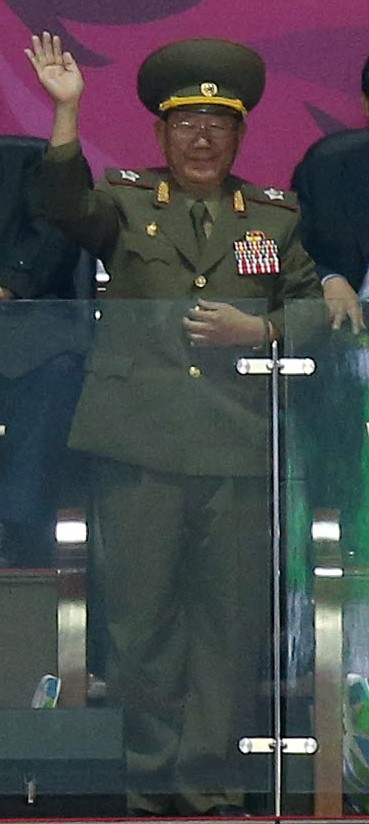
Hwang Pyong-so bei den Asienspielen 2014 in Südkorea

Hwang Pyong-so (황병서/黃炳誓; * um 1949) ist ein nordkoreanischer Führungskader und Vizemarschall der Nordkoreanischen Streitkräfte. Er ist Mitglied in der Zentralen Militärkommission der Partei der Arbeit Koreas und war auch Angehöriger der Nationalen Verteidigungskommission. Zudem wurde er im März 2014 zum Ersten Vizedirektor der Partei der Arbeit Koreas befördert. Damit wurde er in der nordkoreanischen Staatshierarchie zur Nummer zwei hinter Kim Jong-un.
Nachdem er zunächst am 3. September 2014 zum letzten Mal in der Öffentlichkeit gesehen wurde, reiste er Anfang Oktober 2014 nach Südkorea, um dort mit hochrangigen Politikern Gespräche zu führen. Zuletzt war er einer der hochrangigen Delegierten, die Nordkorea bei Gesprächen mit Südkorea vertraten, um die Koreakrise zu entspannen.
Im Februar 2018 verkündeten die nordkoreanischen Staatsmedien, dass Hwang von Kim Jong-gak als Leiter des Politbüros der Koreanischen Volksarmee abgelöst wurde. Nach Angaben des südkoreanischen Wiedervereinigungsministeriums im Dezember 2018 sei Hwang stellvertretender Direktor der Organisations- und Orientierungsabteilung der Partei der Arbeit Koreas.